# Давай сделаем это легально
«Давай сделаем это легально» (англ. Let's Make It Legal) — американский комедийный фильм 1951 года режиссёра Ричарда Сейла. Картина основана на рассказе Мортимера Брауса «Моя тёща, Мириам». В главных ролях снялись Кольбер Клодетт, Макдональд Кэри, Закари Скотт, Барбара Бейтс и Мэрилин Монро.

## Сюжет
В фильме рассказывается история семейной пары Хью и Мириам Холсворт, которые после двадцати лет жизни в браке принимают решение о разводе. Ещё до окончания процесса расторжения брака Мириам отсудила у мужа почти всё их совместное имущество, включая дом, в который она его более не пускает, вынуждая жить в гостинице. На время бракоразводного процесса в дом переселяется Барбара, дочь Холсвортов, вместе со своим мужем и их недавно родившейся дочерью Анабеллой.
В последний день бракоразводного процесса, когда ровно в полночь развод должен вступить в силу, становится известно, что в город после долгого отсутствия вернулся Виктор Макфарланд, кандидат в сенаторы, знакомый Хью, а также бывший претендент на руку и сердце Мириам. Во время встречи с Хью Виктор узнает о том, что Хью находится в процессе развода с женой. Джойс Мэннеринг, блондинка-охотница за состояниями, пытается увлечь Виктора, но его интересует только Мириам. 
Виктор решает возобновить свои попытки взять в жёны Мириам, несмотря на то, что он после окончания школы внезапно бросил её и Мириам всё ещё на него в обиде. Он посылает Мириам цветы, но та выбрасывает их в мусорный бак, тем не менее, вечером, когда Виктор заходит к ней в гости, его попытки завоевать расположение Мириам удаются.
Джерри, муж Барбары, рад такому повороту событий и всячески пытается ускорить процесс развития отношений между Виктором и Мириам. На то у него есть свои причины: Джерри хочет поскорее съехать от тёщи и жить с Барбарой отдельно, но не может этого сделать до тех пор, пока Мириам живёт одна, так как Барбара отказывается уезжать, оставив мать в одиночестве. Против возможного союза выступают Барбара, которая хочет, чтобы мать и отец восстановили свои отношения, и сам Хью, которому, в свою очередь, очень не хочется, чтобы Мириам вышла замуж за Виктора.
Виктор, который вынужден срочно вылететь в Вашингтон, на аэродроме признаётся Мириам, что бросил её много лет тому назад, потому что… проиграл её в кости будущему мужу, Хью. После того, как разъярённая Мириам потребовала объяснений от мужа, Хью подтверждает случай и сообщает, что два кубика до сих пор при нём. Он просит её бросить, оказывается, кости утяжелены, они всегда показывают три и четыре. Хью признаётся, что сжульничал, потому что ставка была очень высока. Мириам довольна этим объяснением, и они примиряются.

## В ролях
| Актёр           | Роль              |
| --------------- | ----------------- |
| Клодетт Кольбер | Мириам Холсворт   |
| Макдональд Кэри | Хью Холсворт      |
| Закари Скотт    | Виктор Макфарланд |
| Барбара Бейтс   | Барбара Денем     |
| Роберт Вагнер   | Джерри Денем      |
| Мэрилин Монро   | Джойс Маннеринг   |
| Фрэнк Кэди      | Фергюсон          |